# Гадяцькі підземелля

Гадяцькі підземелля. Карта-схема.

Гадяцькі підземелля. Фрагмент.

Гадяцькі підземелля. Фрагмент.

Гадяцькі підземелля — підземелля в м. Гадячі часів Гетьманщини. Відомі дані про мінімум 350 років підземель. У різні часи ці підземелля виконували різні функції: збройового приміщення, винного погреба, місцем для тримання ув'язнених, у 1905 р. тут проводились допити ув'язнених (поряд на поверхні була розташована жандармська управа), більшовики тримали багатих людей.
Гадяцькі підземелля включають розширені ділянки — зали, а також підземні ходи (див. схему). Один з ходів, загальновідомий у Гадячі, йшов під нинішнім приміщенням районного суду аж на Замкову Гору. Очевидно цей хід з'єднував палац Гетьмана і центр міста Гадяча. Під час Другої світової війни німці проклали цим ходом телефонний кабель.
В одному з підвалів — зображення знатної людини з булавою, імовірно — Б. Хмельницького.